# 八木教廣
八木教广（日语：八木教広，1968年—）是一位出生于日本冲绳县的兼职漫画家。代表作有《冷天使》和《獵魔戰記》。

## 概要
- 1990年的处女作UNdeadman获得了第32届赤塚奖。
- 八木爱好是闲暇时间听重摇滚音乐，玩电子游戏，驾驶，武术等等。

## 作品简介
- 冷天使

主要描绘了拥有“天使的心灵”与“魔鬼的相貌”的北野诚一郎的生活。由于风格幽默有趣，常常让人笑得流泪，该作品连载数年，连载结束后也博得很高的人气，继续连载的呼声也越来越强烈。
- 大剑CLAYMORE

月刊少年连载的有动画版的作品，動畫已完结。描绘了背着大剑，与妖魔不断战斗的半妖少女的故事。人气甚于前作，漫畫已完結。

## 作品名單
- UDEADMAN（收錄於1990年集英社JCDX第6卷）：第32屆赤塚賞入選作品。改造人題材的喜剧作品。出道作。
- 冷面天使（エンジェル伝説，《月刊少年Jump》1993年2月号－2000年3月号，JUMP COMICS全15卷、集英社文庫漫畫版全10卷）
- 獵魔戰記 （CLAYMORE，《月刊少年Jump》2001年7月号－2007年7月号→週刊少年Jump同年31号－45号→Jump Square同年12月号－2014年11月号，JUMP COMICS全27卷）
- 月光的阿爾卡蒂亞（月光のアルカディア，《週刊少年Jump》2017年15号，全一回）
- 蒼穹國度·亞里阿德涅 （蒼穹のアリアドネ，《週刊少年Sunday》2018年2号－連載中，已出版10卷）

### 画集
- （2010年7月7日發行）ISBN 978-4-08-782284-7